# Coppa Intertoto 1973
La Coppa Intertoto 1973, detta anche Coppa d'Estate 1973, è stata la settima edizione di questa competizione (la tredicesima, contando anche quelle della Coppa Rappan) gestita dalla SFP, la società di scommesse svizzera.
Non era prevista la fase finale fra le vincitrici della fase a gironi della fase estiva. Le squadre che si imponevano nei singoli raggruppamenti venivano considerate tutte vincenti a pari merito e ricevevano, oltre ad un piccolo trofeo, un cospicuo premio in denaro.

## Partecipanti
| Nazione                   | Squadra                                                                                 | Campionato | Note |
| ------------------------- | --------------------------------------------------------------------------------------- | --- | --- |
| Cecoslovacchia (bandiera) | Slovan Bratislava Teplice Nitra Slavia Praga                                            | 8º campionato di Cecoslovacchia 1972-73 9º campionato di Cecoslovacchia 1972-73 10º campionato di Cecoslovacchia 1972-73 14º campionato di Cecoslovacchia 1972-73                                                                                    | Vincitrice della Coppa Intertoto Girone 5 nell'anno precedente Vincitrice della Coppa Intertoto Girone 1 nell'anno precedente Vincitrice della Coppa Intertoto Girone 4 nell'anno precedente |
| Germania (bandiera)       | Kickers Offenbach Duisburg Hertha Berlino Schalke 04 Hannover 96 Eintracht Braunschweig | 7º campionato di Germania Ovest 1972-73 10º campionato di Germania Ovest 1972-73 13º campionato di Germania Ovest 1972-73 15º campionato di Germania Ovest 1972-73 16º campionato di Germania Ovest 1972-73 17º campionato di Germania Ovest 1972-73 | Vincitrice della Coppa Intertoto Girone 7 nell'anno precedente Vincitrice della Coppa Intertoto Girone 6 nell'anno precedente                                                                |
| Svizzera (bandiera)       | Grasshoppers Winterthur Zurigo Lugano                                                   | Vicecampione di Svizzera 1972-73 5º campionato di Svizzera 1972-73 7º campionato di Svizzera 1972-73 8º campionato di Svizzera 1972-73 | Vincitrice Coppa di Svizzera 1972-73 |
| Polonia (bandiera)        | Wisła Cracovia ROW Rybnik Polonia Bytom                                                 | 5º campionato di Polonia 1972-73 7º campionato di Polonia 1972-73 13º campionato di Polonia 1972-73 | |
| Svezia (bandiera)         | Åtvidaberg AIK Öster IFK Norrköping Örebro Malmö FF Djurgården                          | Campione di Svezia 1972 Vicecampione di Svezia 1972 3º campionato di Svezia 1972 4º campionato di Svezia 1972 5º campionato di Svezia 1972 6º campionato di Svezia 1972 7º campionato di Svezia 1972                                                 | Vincitrice della Coppa Intertoto Girone 2 nell'anno precedente |
| Austria (bandiera)        | SSW Innsbruck VÖEST Linz Austria Salisburgo Austria Klagenfurt                          | Campione d'Austria 1972-73 5º campionato d'Austria 1972-73 7º campionato d'Austria 1972-73 12º campionato d'Austria 1972-73 | Vincitrice della Coppa Intertoto Girone 8 nell'anno precedente |
| Danimarca (bandiera)      | Vejle B 1903 Næstved B 1901                                                             | Campione di Danimarca 1972 Vicecampione di Danimarca 1972 3º campionato di Danimarca 1972 4º campionato di Danimarca 1972 | Vincitrice Coppa di Danimarca 1972 |
| Francia (bandiera)        | Saint-Étienne Nancy                                                                     | 4º campionato di Francia 1972-73 6º campionato di Francia 1972-73 | Vincitrice della Coppa Intertoto Girone 3 nell'anno precedente |
| Paesi Bassi (bandiera)    | Feyenoord Den Haag PSV FC Amsterdam                                                     | Vicecampione d'Olanda 1972-73 5º campionato d'Olanda 1972-73 6º campionato d'Olanda 1972-73 10º campionato d'Olanda 1972-73 | |
| Belgio (bandiera)         | Standard Liegi                                                                          | Vicecampione del Belgio 1972-73 | |
| Portogallo (bandiera)     | CUF Barreiro                                                                            | 8º campionato di Portogallo 1972-73 | |

## Squadre partecipanti
La fase a gironi del torneo era composta da dieci gruppi di quattro squadre ciascuno, le squadre che si imponevano nei singoli raggruppamenti venivano considerate tutte vincenti a pari merito.
Rispetto alla Coppa dell'edizione precedente, rientrano le squadre dei Paesi Bassi, del Belgio e del Portogallo
- In giallo le vincitrici dei gironi.

| Girone | Austria            | Belgio         | Cecoslovacchia    | Danimarca | Francia       | Germania Ovest         | Paesi Bassi  | Polonia        | Portogallo   | Svezia         | Svizzera     |
| 1      | -                  | -              | -                 | -         | -             | Hannover 96            | Den Haag     | -              | -            | Åtvidaberg     | Winterthur   |
| 2      | -                  | -              | Slovan Bratislava | -         | -             | Duisburg               | PSV          | -              | -            | AIK            | -            |
| 3      | -                  | -              | -                 | -         | -             | Hertha Berlino         | -            | -              | CUF Barreiro | Malmö FF       | Grasshoppers |
| 4      | -                  | -              | Slavia Praga      | -         | Nancy         | -                      | -            | -              | -            | IFK Norrköping | Zurigo       |
| 5      | VÖEST Linz         | -              | -                 | -         | -             | -                      | -            | Rybnik         | -            | Örebro         | Lugano       |
| 6      | Austria Klagenfurt | -              | Teplice           | Næstved   | -             | -                      | -            | -              | -            | Djurgården     | -            |
| 7      | -                  | Standard Liegi | -                 | -         | Saint-Étienne | Schalke 04             | Feijenoord   | -              | -            | -              | -            |
| 8      | SSW Innsbruck      | -              | -                 | B 1903    | -             | Kickers Offenbach      | -            | Wisła Cracovia | -            | -              | -            |
| 9      | -                  | -              | Nitra             | Vejle     | -             | Eintracht Braunschweig | FC Amsterdam | -              | -            | -              | -            |
| 10     | Austria Salisburgo | -              | -                 | B 1901    | -             | -                      | -            | Polonia Bytom  | -            | Öster          | -            |

## Risultati
Date: 30 giugno (1ª giornata), 7 luglio (2ª giornata), 14 luglio (3ª giornata), 21 luglio (4ª giornata), 28 luglio (5ª giornata) e 4 agosto 1973 (6ª giornata).

### Girone 1
| Squadra     | Pti | G | V | N | P | GF | GS | DR |
| ----------- | --- | - | - | - | - | -- | -- | -- |
| Hannover 96 | 10  | 6 | 5 | 0 | 1 | 9  | 4  | +5 |
| Den Haag    | 6   | 6 | 2 | 2 | 2 | 8  | 7  | +1 |
| Åtvidaberg  | 4   | 6 | 1 | 2 | 3 | 8  | 9  | –1 |
| Winterthur  | 4   | 6 | 1 | 2 | 3 | 6  | 11 | –5 |

|            | Han | D.H | Åtv | Win |
| ---------- | --- | --- | --- | --- |
| Hannover   |     | 2-1 | 1-0 | 3-0 |
| Den Haag   | 0-1 |     | 3-2 | 2-0 |
| Åtvidaberg | 2-0 | 1-1 |     | 1-1 |
| Winterthur | 1-2 | 1-1 | 3-2 |     |

### Girone 2
| Squadra           | Pti | G | V | N | P | GF | GS | DR  |
| ----------------- | --- | - | - | - | - | -- | -- | --- |
| Slovan Bratislava | 10  | 6 | 4 | 2 | 0 | 6  | 1  | +5  |
| PSV               | 6   | 6 | 3 | 0 | 3 | 12 | 5  | +7  |
| AIK               | 5   | 6 | 1 | 3 | 2 | 5  | 7  | –2  |
| Duisburg          | 3   | 6 | 1 | 1 | 4 | 5  | 15 | –10 |

|          | Slo | PSV | AIK | Dui |
| -------- | --- | --- | --- | --- |
| Slovan   |     | 1-0 | 0-0 | 1-0 |
| PSV      | 0-1 |     | 3-0 | 7-1 |
| AIK      | 1-1 | 0-1 |     | 3-1 |
| Duisburg | 0-2 | 2-1 | 1-1 |     |

### Girone 3
| Squadra        | Pti | G | V | N | P | GF | GS | DR  |
| -------------- | --- | - | - | - | - | -- | -- | --- |
| Hertha Berlino | 10  | 6 | 4 | 2 | 0 | 12 | 6  | +6  |
| CUF Barreiro   | 7   | 6 | 3 | 1 | 2 | 10 | 4  | +6  |
| Malmö FF       | 7   | 6 | 3 | 1 | 2 | 8  | 9  | –1  |
| Grasshoppers   | 0   | 6 | 0 | 0 | 6 | 5  | 16 | –11 |

|              | Her | Bar | Mal | Gra |
| ------------ | --- | --- | --- | --- |
| Hertha       |     | 1-0 | 1-1 | 3-1 |
| CUF Barreiro | 0-0 |     | 4-0 | 2-1 |
| Malmö        | 2-4 | 1-0 |     | 3-0 |
| Grasshoppers | 2-3 | 1-4 | 0-1 |     |

### Girone 4
| Squadra        | Pti | G | V | N | P | GF | GS | DR |
| -------------- | --- | - | - | - | - | -- | -- | -- |
| Zurigo         | 8   | 6 | 3 | 2 | 1 | 15 | 9  | +6 |
| Slavia Praga   | 7   | 6 | 3 | 1 | 2 | 9  | 7  | +2 |
| Nancy          | 5   | 6 | 2 | 1 | 3 | 7  | 13 | –6 |
| IFK Norrköping | 4   | 6 | 1 | 2 | 3 | 12 | 14 | –2 |

|            | Zur | Sla | Nan | Nor |
| ---------- | --- | --- | --- | --- |
| Zurigo     |     | 3-0 | 4-1 | 4-4 |
| Slavia     | 2-1 |     | 2-1 | 4-0 |
| Nancy      | 1-1 | 1-0 |     | 2-1 |
| Norrköping | 1-2 | 1-1 | 5-1 |     |

### Girone 5
| Squadra    | Pti | G | V | N | P | GF | GS | DR  |
| ---------- | --- | - | - | - | - | -- | -- | --- |
| Rybnik     | 9   | 6 | 4 | 1 | 1 | 16 | 6  | +10 |
| VÖEST Linz | 7   | 6 | 3 | 1 | 2 | 12 | 11 | +1  |
| Örebro     | 6   | 6 | 3 | 0 | 3 | 13 | 10 | +3  |
| Lugano     | 2   | 6 | 1 | 0 | 5 | 4  | 18 | –14 |

|        | Ryb | Lin | Öre | Lug |
| ------ | --- | --- | --- | --- |
| Rybnik |     | 3-1 | 3-1 | 3-0 |
| Linz   | 2-2 |     | 2-1 | 4-1 |
| Örebro | 2-1 | 4-1 |     | 0-1 |
| Lugano | 0-4 | 0-2 | 2-5 |     |

### Girone 6
| Squadra            | Pti | G | V | N | P | GF | GS | DR |
| ------------------ | --- | - | - | - | - | -- | -- | -- |
| Sklo Union Teplice | 9   | 6 | 4 | 1 | 1 | 15 | 9  | +6 |
| Austria Klagenfurt | 6   | 6 | 3 | 0 | 3 | 9  | 9  | 0  |
| Djurgården         | 6   | 6 | 2 | 2 | 2 | 6  | 10 | –4 |
| Næstved            | 3   | 6 | 1 | 1 | 4 | 8  | 10 | –2 |

|            | Tep | Aus | Dju | Næs |
| ---------- | --- | --- | --- | --- |
| Teplice    |     | 4-2 | 1-1 | 1-0 |
| Austria    | 0-1 |     | 2-0 | 2-1 |
| Djurgården | 1-6 | 2-0 |     | 1-1 |
| Næstved    | 5-2 | 1-3 | 0-1 |     |

### Girone 7
| Squadra        | Pti | G | V | N | P | GF | GS | DR |
| -------------- | --- | - | - | - | - | -- | -- | -- |
| Feijenoord     | 10  | 6 | 4 | 2 | 0 | 15 | 10 | +5 |
| Standard Liegi | 8   | 6 | 3 | 2 | 1 | 13 | 9  | +4 |
| Saint-Étienne  | 6   | 6 | 2 | 2 | 2 | 12 | 12 | 0  |
| Schalke 04     | 0   | 6 | 0 | 0 | 6 | 7  | 16 | –9 |

|               | Fey | Sta | S-É | Sch |
| ------------- | --- | --- | --- | --- |
| Feyenoord     |     | 3-1 | 3-2 | 4-3 |
| Standard      | 1-1 |     | 3-0 | 3-1 |
| Saint-Étienne | 2-2 | 3-3 |     | 2-0 |
| Schalke       | 1-2 | 1-2 | 1-3 |     |

### Girone 8
| Squadra           | Pti | G | V | N | P | GF | GS | DR |
| ----------------- | --- | - | - | - | - | -- | -- | -- |
| Wisła Cracovia    | 8   | 6 | 3 | 2 | 1 | 12 | 8  | +4 |
| SSW Innsbruck     | 6   | 6 | 3 | 0 | 3 | 14 | 13 | +1 |
| B 1903            | 6   | 6 | 2 | 2 | 2 | 13 | 15 | –2 |
| Kickers Offenbach | 4   | 6 | 1 | 2 | 3 | 11 | 14 | –3 |

|           | Wis | Inn | 1903 | Off |
| --------- | --- | --- | ---- | --- |
| Wisła     |     | 3-2 | 3-3  | 1-1 |
| Innsbruck | 1-0 |     | 3-0  | 2-4 |
| B 1903    | 1-3 | 4-2 |      | 2-1 |
| Offenbach | 0-2 | 2-4 | 3-3  |     |

### Girone 9
| Squadra                | Pti | G | V | N | P | GF | GS | DR  |
| ---------------------- | --- | - | - | - | - | -- | -- | --- |
| Nitra                  | 11  | 6 | 5 | 1 | 0 | 18 | 6  | +12 |
| FC Amsterdam           | 5   | 6 | 2 | 1 | 3 | 13 | 14 | –1  |
| Eintracht Braunschweig | 4   | 6 | 1 | 2 | 3 | 5  | 10 | –5  |
| Vejle                  | 4   | 6 | 2 | 0 | 4 | 10 | 16 | –6  |

|              | Nit | Ams | Bra | Vej |
| ------------ | --- | --- | --- | --- |
| Nitra        |     | 4-1 | 1-1 | 4-1 |
| Amsterdam    | 2-3 |     | 0-0 | 5-1 |
| Braunschweig | 1-2 | 1-4 |     | 0-3 |
| Vejle        | 0-4 | 5-1 | 0-2 |     |

### Girone 10
| Squadra            | Pti | G | V | N | P | GF | GS | DR  |
| ------------------ | --- | - | - | - | - | -- | -- | --- |
| Öster              | 11  | 6 | 5 | 1 | 0 | 16 | 4  | +12 |
| Austria Salisburgo | 7   | 6 | 3 | 1 | 2 | 16 | 11 | +5  |
| Polonia Bytom      | 6   | 6 | 3 | 0 | 3 | 16 | 15 | +1  |
| B 1901             | 0   | 6 | 0 | 0 | 6 | 5  | 23 | –18 |

|         | Öst | Aus | Pol | 1901 |
| ------- | --- | --- | --- | ---- |
| Öster   |     | 1-1 | 3-2 | 1-0  |
| Austria | 0-2 |     | 7-1 | 2-1  |
| Polonia | 1-2 | 4-1 |     | 6-2  |
| B 1901  | 0-7 | 2-5 | 0-2 |      |